# Ivo Minář
Ivo Minář (Praga, 21 de mayo de 1984) es un jugador profesional de tenis de la República Checa. Su mejor posición en el ranking de la ATP hasta el momento ha sido n.º 64, en mayo de 2008. Alcanzó una final de ATP en 2005 en el Torneo de Sídney donde perdió ante el australiano Lleyton Hewitt y ese mismo año casi sorprende al mundo al llevar al tie-break del tercer set al n.º 1 del mundo, Roger Federer, en la primera ronda del Torneo de Dubái.
Su hermano, Jan, es también un jugador profesional de tenis.

## Títulos

### Finalista en individuales
- 2005: Sídney (pierde ante Lleyton Hewitt)

### Clasificación en torneos del Grand Slam
| Torneo          | 2009 | 2008 | 2007 | 2006 | 2005 | Títulos |
| --------------- | ---- | ---- | ---- | ---- | ---- | ------- |
| Australian Open | 1r   | 1r   | -    | 1r   | -    | 0       |
| Roland Garros   | 2r   | 1r   | 1r   | -    | -    | 0       |
| Wimbledon       | 2r   | 1r   | -    | 1r   | 2r   | 0       |
| US Open         |      | 2r   | -    | -    | 1r   | 0       |

### Dobles
| Leyenda                |
| Grand Slam (0)         |
| Tennis Masters Cup (0) |
| ATP Masters Series (0) |
| ATP Tour (1)           |

| N.º | Fecha             | Torneo | Superficie    | Pareja      | Oponentes en la final     | Resultado |
| --- | ----------------- | ------ | ------------- | ----------- | ------------------------- | --------- |
| 1.  | 4 de mayo de 2009 | Múnich | Tierra batida | Jan Hernych | Ashley Fisher Jordan Kerr | 6-4 6-4   |

### Challengers
| N.º | Fecha                 | Torneo       | Superficie    | Oponente en la final | Resultado         |
| --- | --------------------- | ------------ | ------------- | -------------------- | ----------------- |
| 1.  | 1 de mayo de 2006     | Ostrava      | Tierra batida | Marcel Granollers    | 5-7 7-6(4) 6-0    |
| 2.  | 27 de agosto de 2007  | Freudenstadt | Tierra batida | Eric Prodon          | 7-5 6-3           |
| 3.  | 29 de octubre de 2007 | Busán        | Dura          | Viktor Troicki       | 7-6(2) 6-7(7) 6-3 |
| 4.  | 27 de octubre de 2008 | Busán-2      | Dura          | Alex Bogomolov       | 6-1 2-0 ab        |
| 5.  | 29 de marzo de 2009   | Barletta     | Tierra batida | Santiago Ventura     | 6-4 6-3           |
| 6.  | 20 de abril de 2009   | Sofía        | Tierra batida | Florian Mayer        | 6-4 6-2           |
| 7.  | 3 de mayo de 2010     | El Cairo     | Tierra batida | Simone Vagnozzi      | 3-6 6-2 6-3       |